# Unterschleißheim
Unterschleißheim település Németországban, azon belül Bajorországban, mintegy 17 kilométernyire Münchentől. München városa és München repülőtere között helyezkedik el.  Lakosainak száma 31.009 fő (2023. december 31.). Unterschleißheim Oberschleißheim és Eching községekkel határos.

## Népesség
A település népessége az elmúlt években az alábbi módon változott:
| Lakosok száma | 316  | 3062 | 12 889 | 20 643 | 26 155 | 26 744 | 28 761 | 28 809 | 28 896 | 31.009 |
|               | 1875 | 1950 | 1975   | 1987   | 2012   | 2014   | 2016   | 2017   | 2021   | 2023   |

Unterschleißheimban található a Microsoft Németországért és Kelet-Európáért felelős leányvállalata és irodái vannak itt az Adobe Systems amerikai szoftverfejlesztő cégnek is.

## Története
A fennmaradt dokumentumok közül 785-re datálható az első, amelyben említik, de a környéken bizonyíthatóan már Kr. e. 1400 körül letelepedtek emberek. 
A második világháború idején itt működött a dachaui koncentrációs tábor egyik női altábora. 
1985-ben, a város dokumentált fennállásának 1200. évfordulóján adták át az új városközpontot a városházával és a lakossági tanácsadó irodával.
2000. december 16-án kapott városi jogokat (németül Stadtrecht).

## Turizmus
Az Unterschleißheimi-tavat 1979-1980-ban hozták létre, annak köszönhetően, hogy az autópálya építéséhez nagy mennyiségű töltelékanyagot kellett kitermelni. Az azóta eltelt évtizedek eltüntették annak a nyomait, hogy ez egy mesterséges tó. Nagy számban fészkelnek itt tengeri madarak a költési időszakban. Sekély részeit sokan látogatják. Télen korcsolyázásra és a curling sportra is használják a tavat.

## Közlekedés
A város két autópálya, az A99 és az A92 találkozásánál fekszik, és így közvetlen autópálya-kapcsolattal rendelkezik Stuttgarttal, Nürnberggel és a müncheni Franz Josef Strauß Repülőtérrel. A München-Regensburg vonal két S-Bahn állomása kapcsolja be a regionális vasúti közlekedésbe. Ezen fut az S1, a München városát a repülőtérrel összekötő S-Bahn-vonal.

## Testvérkapcsolatai
- Le Crès, Franciaország
- Lucka, Németország
- Zengőalja, Magyarország[2]
- Zelenograd, Oroszország
- Hangcsou
- Long Island/NY